# Alla de stillsamma döda
Alla de stillsamma döda är en deckarroman från 2001 av den svenska författaren Anna Jansson, den andra i serien om Maria Wern.

## Handling
En kvinna anmäler sin man försvunnen och kriminalinspektör Maria Wern försöker hitta honom. Hennes kollega Himberg, en riktig mullig mansgris, är inte till någon hjälp. Mannen kommer säkert tillbaka när han sovit av sig ruset och nattens fröjder, menar han. Men givetvis visar det resultera i en mycket komplicerad utredning.